# جرالد یانگ
جرالد یانگ (به انگلیسی: Gerald Young) بازیکن فوتبال زادهٔ ۱ اکتبر ۱۹۳۶ اهل کشور انگلستان بود که سابقهٔ بازی در تیم ملی فوتبال انگلستان را در کارنامهٔ خود دارد. وی در تاریخ ۱۸ نوامبر ۱۹۶۴ تنها بازی ملی خود را در مقابل تیم ملی فوتبال ولز انجام داد.